# Obiettivi Canon EF 70-300mm
I Canon EF 70-300mm sono una serie di obiettivi zoom tele costruiti da Canon. Presentano un attacco EF che lo rende compatibile con SLR e DSLR EOS.
Attualmente, Canon produce tre obiettivi con lunghezza focale di 70-300mm: il Canon EF 70-300mm f/4.5-5.6 DO IS USM,  il Canon EF 70-300mm f/4-5.6 IS USM e il Canon EF 70-300mm f/4-5.6L IS USM. Tutte le versioni offrono lo stabilizzatore d'immagine e il motore ultrasonico, ed hanno all'incirca la stessa apertura massima da 4/4.5 a 5.6.

## Canon EF 70-300mm f/4.5-5.6 DO IS USM

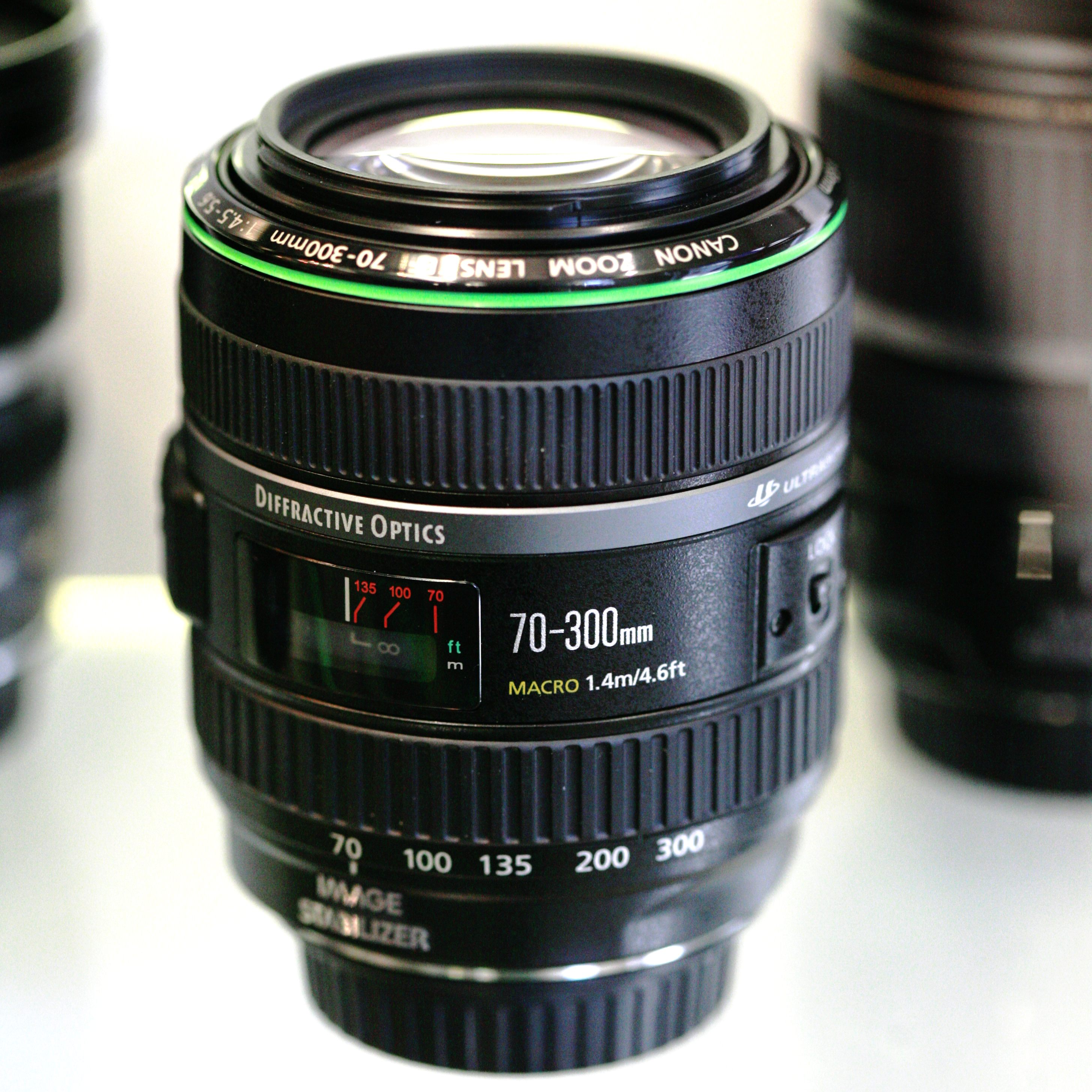
Canon EF 70-300mm f/4.5-5.6 DO IS USM

Quest'ottica fa uso delle ottiche diffrattive Canon. Ciò permette all'obiettivo di essere più compatto, anche se è più pesante e molto più costoso di un'ottica con design tradizionale. L'obiettivo possiede lo stabilizzatore d'immagine e un motore ultrasonico ad anello, che consente la messa a fuoco manuale anche se la lente è in modalità autofocus. La lente offre una buona qualità d'immagine, anche se l'elemento diffrattivo non si comporta bene con luce incidente come negli obiettivi con schema ottico tradizionale.

## Canon EF 70-300mm f/4-5.6 IS USM

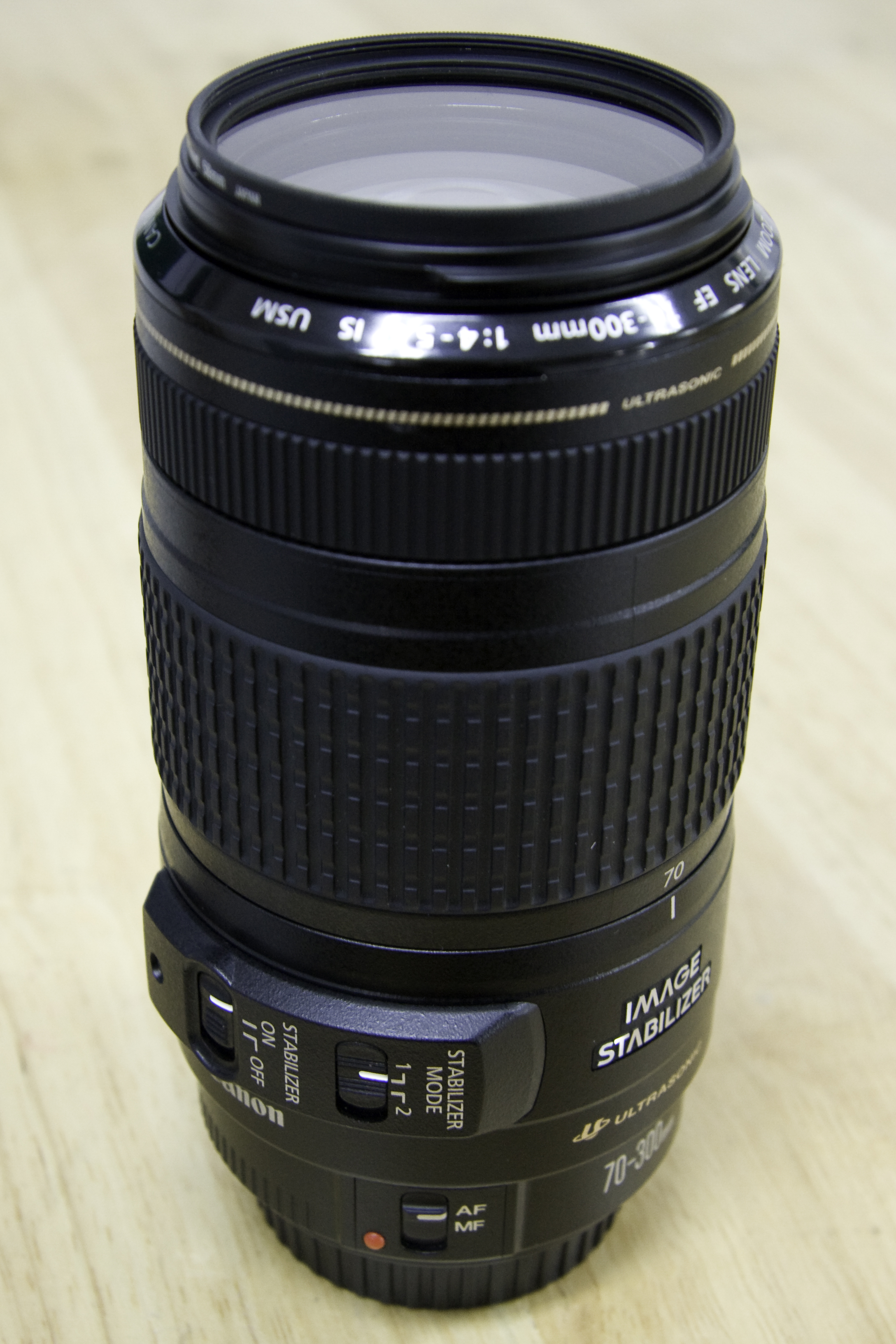
Canon EF 70-300mm f/4-5.6 IS USM

Questo obiettivo presenta uno schema ottico tradizionale, ed è stata introdotta nel 2005 per offrire delle prestazioni superiori rispetto al vecchio Canon EF 75-300mm nel catalogo delle ottiche Canon EF. Come il 70-300mm DO presenta lo stabilizzatore d'immagine e il motore ultrasonico, anche se in questa versione è presente il micro-USM, che non consente la messa a fuoco manuale permanente. Le prestazioni ottiche di questo obiettivo sono quasi comparabili a quelle di obiettivi serie L, come il 70-200mm. Ciò è dovuto al fatto che il 70-300mm monta un elemento ottico a bassa dispersione, generalmente utilizzato solo nelle ottiche della serie L. È inoltre possibile sottolineare come questo obiettivo presenti un degrado della qualità dell'immagine molto moderato a 300mm, anche questo un elemento di spicco tra gli obiettivi zoom consumer, al contrario del vecchio 75-300mm.

## Canon EF 70-300mm f/4-5.6L IS USM

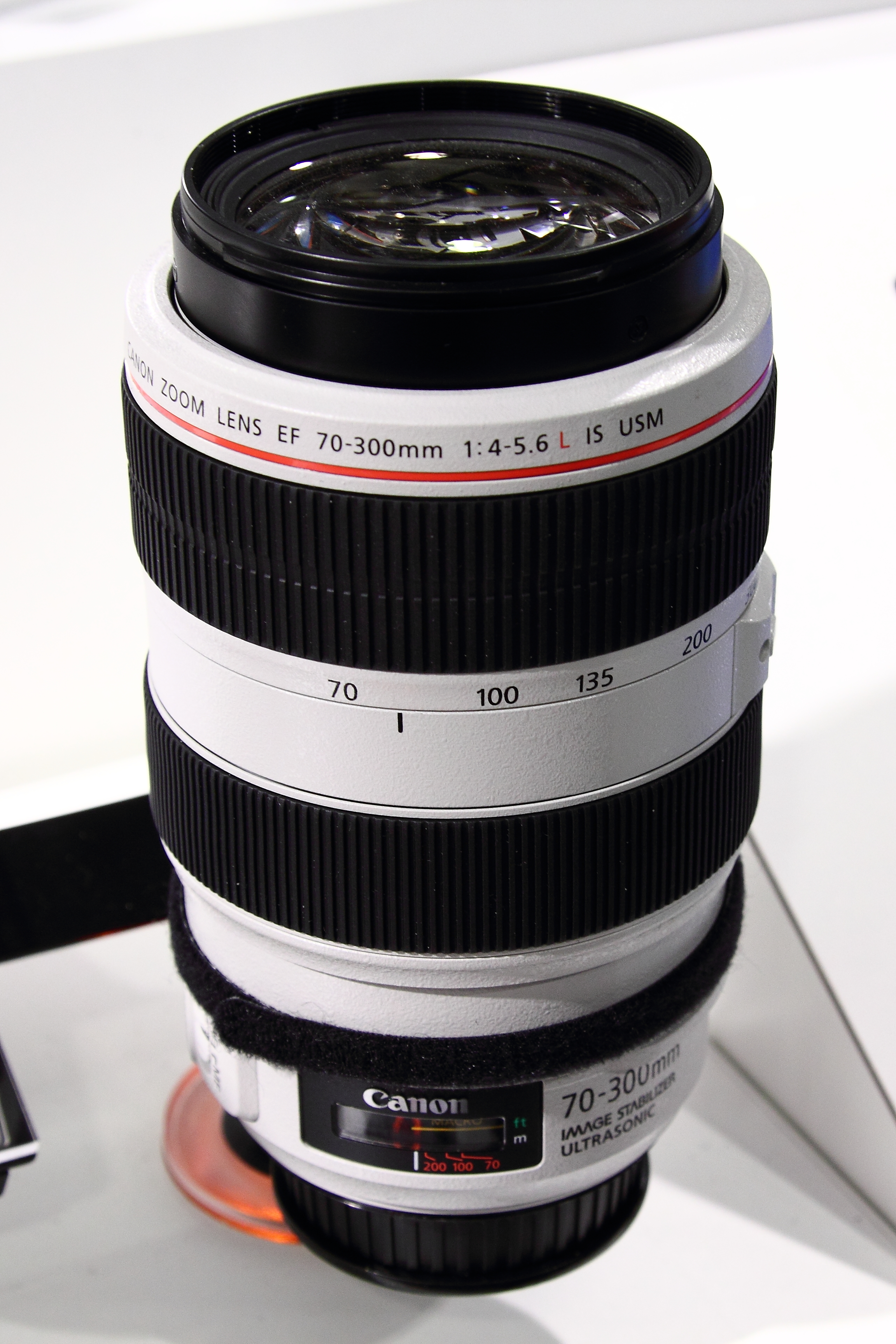
L'obiettivo EF 70-300mm f4-5.6 L IS USM

Introdotto il 26 agosto 2010, questo obiettivo è stato progettato per offrire ai fotografi professionisti un'ottica 70-300 senza compromessi sulla qualità. L'obiettivo 70-300mm f/4-5.6L IS USM è l'unico obiettivo con questa focale della serie L e come tutti gli obiettivi della serie, offre protezione a polvere e umidità. Lo stabilizzatore di immagini è di ultima generazione e permette di recuperare 4 stop. Quest'ottica presenta un elevato contrasto e nitidezza, perde però un po' di nitidezza agli angoli a tutte le distanze focali. La qualità di immagine anche alla massima focale non degrada, distinguendosi rispetto agli altri  obiettivi 70-300. La distorsione e la vignettatura sono molto contenute anche alle focali estreme. Visto il veloce autofocus, l'elevato range di focali, l'ottima stabilizzazione e l'elevata qualità di immagine, il 70-300mm f/4-5.6L è diventato un obiettivo molto popolare tra i professionisti e gli amatori evoluti. Nella confezione dell'obiettivo è compreso il paraluce ET-73B ma non l'anello per il treppiede (tipo C).